# Ganzra
Ganzra est un village situé dans le District du Sassandra-Marahoué. Il s'agit d'une localité rurale  appartenant au département de Zuénoula dans la région de la région Marahoué.